# ヘウノラ国際空港
ヘウノラ国際空港（英語：Hewanorra International Airport）は、セントルシア・ビュー・フォート地区にある国際空港。
元は軍用飛行場（名前はBeane Army Airfield）で、第二次世界大戦中はアメリカ空軍が使用していた。

## 就航路線

### 定期便（国際線）
| 航空会社                         | 就航地                                           |
| -------------------------------- | ------------------------------------------------ |
| LIAT                             | ポートオブスペイン、サンフアン、セントジョージズ |
| ブリティッシュ・エアウェイズ     | ロンドン/LGW、ポートオブスペイン                 |
| ヴァージン・アトランティック航空 | ロンドン/LGW                                     |
| コンドル航空                     | フランクフルト [季節運航]                        |
| エア・カナダ                     | モントリオール、トロント                         |
| ウエストジェット航空             | トロント                                         |
| エア・トランザット               | トロント [季節運航]                              |
| サンウィング航空                 | トロント [季節運航]                              |
| アメリカン航空                   | マイアミ、ニューヨーク/JFK                       |
| デルタ航空                       | アトランタ                                       |
| ジェットブルー                   | ニューヨーク/JFK                                 |
| ユナイテッド航空                 | ニューアーク                                     |

### 貨物便
- Amerijet International
- DHLアビエーション
- フェデックス・エクスプレス
- Laparkan Airways Inc